# Psykiater
Psykiater får inte blandas ihop med psykolog. Psykiater är en specialistinriktning för läkare. Psykiatern har alltså en naturvetenskaplig/medicinsk utbildning. Psykologen har däremot en psykologisk/beteendevetenskaplig/samhällsvetenskaplig utbildning.
Psykiater eller psykiatriker är en läkare som är specialiserad på psykiska sjukdomar, tillstånd och störningar. En psykiater diagnostiserar rent psykiatriska tillstånd med hjälp av främst samtal med patienten och personer i dess omgivning, observation samt strukturerade diagnostiska instrument. Psykiska störningar kan bero på en underliggande kroppslig sjukdom, vilket ofta gör det motiverat med en utredning för att utesluta eller bekräfta sådan sjukdom. Det kan omfatta fysisk undersökning, laboratorieprov samt även elektronisk mätutrustning som  elektroencefalografi (EEG) och datortomografi av hjärnan. Behandling kan bland annat bestå av psykofarmaka, samtalsterapi samt livsstils- och miljöändringar. Om det finns en underliggande kroppslig sjukdom kan psykiatern i enklare fall behandla detta på egen hand genom att exempelvis åtgärda brist på näringsämnen eller spårämnen. I andra fall får patienten remitteras till kroppssjukvården och psykiatern kan då beroende på tillståndet komma att fortsätta ansvara för de psykiska komplikationerna till den kroppsliga sjukdomen. 
Psykiatrin kan delas upp i tre huvudområden, men helhetsförståelse av patienten berör alla dessa områden:
- biologisk psykiatri, där läkaren lägger vikten vid ärftliga, biokemiska, neurofysiologiska och invärtes faktorer.
- psykologisk psykiatri, där läkaren sätter känslomässiga och medmänskliga faktorer i centrum. Läkaren har ofta vidareutbildning som psykoterapeut.
- socialpsykiatri, där läkaren arbetar med individens samverkan med omgivningen (familj, arbetssituation, samhälle).

Då psykiatrifältet är stort, har flera underdiscipliner utvecklats, såsom barn- och ungdomspsykiatri, geriatrisk psykiatri, beroendepsykiatri och rättspsykiatri (forensisk psykiatri).